# لويس هولتبي
لويس هاري هولتبي (بالألمانية: Lewis Harry Holtby) (مواليد 18 سبتمبر 1990 في اركلنز - ألمانيا الغربية) لاعب كرة قدم ألماني من جة والدته وإنجليزي من ناحية والده لعب لصالح نادي الدرجة الأولى ماينز 05 الألماني منذ 2010 وحتى 2011 في مركز الجناحوكذك لعب لصالح فريق شالكة في ديسمبر 2012 رفض تجديد عقده مع شالكه . حاليا يلعب مع نادي هولشتاين كيل الألماني.

## روابط خارجية
- لويس هولتبي على موقع الاتحاد الدولي (مؤرشف)  (الإنجليزية)
- لويس هولتبي على موقع الاتحاد الأوربي (الإنجليزية)
- لويس هولتبي على موقع قاعدة بيانات كرة القدم.إي يو (الإنجليزية)
- لويس هولتبي على موقع بيانات كرة القدم. دي إي (الألمانية)
- لويس هولتبي على موقع ناشيونال فوتبول تيمز (الإنجليزية)
- لويس هولتبي على موقع Soccerbase.com (لاعب) (الإنجليزية)
- لويس هولتبي على موقع Soccerway.com (الإنجليزية)
- لويس هولتبي على موقع عالم كرة القدم.نت (الإنجليزية)
- لويس هولتبي على موقع كووورة
- لويس هولتبي على موقع AS.com (الإسبانية)